# Charlottesville Men's Pro Challenger 2023
Il Charlottesville Men's Pro Challenger 2023, noto anche come Jonathan Fried Pro Challenger per motivi di sponsorizzazione, è stato un torneo maschile di tennis professionistico giocato sul cemento indoor. È stata la 14ª edizione del torneo, facente parte della categoria Challenger 75 nell'ambito dell'ATP Challenger Tour 2023. Si è giocato al Boar's Head Sports Club di Charlottesville, negli Stati Uniti, dal 30 ottobre al 5 novembre 2023.

## Partecipanti

### Teste di serie
| Nazionalità | Giocatore       | Ranking* | Testa di serie |
| ----------- | --------------- | -------- | -------------- |
| Stati Uniti | Michael Mmoh    | 102      | 1              |
| Stati Uniti | Alex Michelsen  | 112      | 2              |
| Francia     | Benoît Paire    | 123      | 3              |
| Stati Uniti | Zachary Svajda  | 143      | 4              |
| Stati Uniti | Emilio Nava     | 148      | 5              |
| Australia   | Adam Walton     | 175      | 6              |
| Stati Uniti | Denis Kudla     | 180      | 7              |
| Stati Uniti | Tennys Sandgren | 203      | 8              |

* Ranking al 23 ottobre 2023.

### Altri partecipanti
I seguenti giocatori hanno ricevuto una wild card per il tabellone principale:
- Thai-Son Kwiatkowski
- Reilly Opelka
- Chris Rodesch

Il seguente giocatore è entrato in tabellone come alternate:
- Lucas Gerch

I seguenti giocatori sono passati dalle qualificazioni:
- Aidan Mayo
- Darian King
- Iñaki Montes de la Torre
- Alafia Ayeni
- Stefan Kozlov
- Ethan Quinn

## Punti e montepremi
| Torneo    | Torneo              | V      | F     | SF    | QF    | 2T    | 1T  | Q | Q2  | Q1  |
| Singolare | Punti               | 75     | 50    | 30    | 16    | 7     | 0   | 4 | 2   | 0   |
| Singolare | Premi in denaro ($) | 10,840 | 6,355 | 3,780 | 2,200 | 1,300 | 780 | – | 390 | 200 |
| Doppio    | Punti               | 75     | 50    | 30    | 16    | –     | 0   | – | –   | –   |
| Doppio    | Premi in denaro ($) | 4,645  | 2,700 | 1,630 | 965   | –     | 545 | – | –   | –   |

## Campioni

### Singolare
Beibit Zhukayev ha sconfitto in finale  Aidan Mayo con il punteggio di 6–3, 6–4.

### Doppio
John-Patrick Smith /  Sem Verbeek hanno sconfitto in finale  Denis Kudla /  Thai-Son Kwiatkowski con il punteggio di 3–6, 6–3, [10–5].